# Kether Donohue
Kether Donohue (Nova Iorque, 22 de agosto de 1985) é uma atriz e atriz de voz americana, mais conhecida por protagonizar a série de televisão You're the Worst como Lindsay Jillian, suas aparições em Pitch Perfect e Pitch Perfect 2 e por interpretar a personagem Jan no especial ao vivo Grease: Live!.

## Início da vida
Kether Donohue cresceu no bairro Lower East Side de Nova Iorque. Ela foi para as artes cênicas no ensino secundário. Estudou no Anthony Meindl Acting Center. Em 2008, formou-se na Universidade Fordham onde fez comunicação social.

## Vida pessoal
Seu nome veio de um livro com nomes de anjos e significa "A Coroa do Anjo". Mais tarde ela descobriu o significado de Kether na Cabala.

## Filmografia

### Cinema
| Ano  | Título                   | Personagem       | Nota                                                    |
| ---- | ------------------------ | ---------------- | ------------------------------------------------------- |
| 2007 | Over the GW              | Sofia Serra      |                                                         |
| 2008 | The Babydaddy            | Bernadette       | Curta-metragem; também diretora, produtora e roteirista |
| 2009 | New York Lately          | Pam              |                                                         |
| 2009 | An Old Hope              | Brenda Applegate | Curta-metragem                                          |
| 2009 | Aaron Bacon              | Carrie           |                                                         |
| 2010 | Boy Wonder               | Lizzy            |                                                         |
| 2012 | Altered States of Plaine | Violet           |                                                         |
| 2012 | The Bay                  | Donna Thompson   |                                                         |
| 2012 | Pitch Perfect            | Alice            |                                                         |
| 2015 | Pitch Perfect 2          | Alice, Ex-Bella  |                                                         |
| 2015 | Mona                     | Mona             | Curta-metragem                                          |
| 2016 | Grease: Live!            | Jan              | Telefilme                                               |

### Televisão
| Ano       | Título                        | Personagem       | Nota                           |
| --------- | ----------------------------- | ---------------- | ------------------------------ |
| 2005      | Hope & Faith                  | Madison Melville | Temporada 2, Episódios 19 e 20 |
| 2008      | Late Night with Conan O'Brien | Grávida          | Episódio de 17 de setembro     |
| 2009      | Royal Pains                   | Ali              | Temporada 1, Episódio 3        |
| 2014-2019 | You're the Worst              | Lindsay Jillian  | Elenco principal               |
| 2020      | Royalties                     | Sara             | Elenco principal               |
| 2020      | B Positive                    | Leanne           | Elenco principal               |

### Dublagens
- 1997: The King of Braves GaoGaiGar - Reiko Komori
- 1998: Midori Days - Midori Kusanago
- 1999: Magical Doremi - Mirabelle Haywood
- 2002: Piano: The Melody of a Young Girl's Heart - Shinohara
- 2002: The Boy Who Wanted To Be A Bear - Jovem She-Bear
- 2002: Tokyo Mew Mew - Kiki Benjamin
- 2004: Munto 2 - Arine, Suzume Imamura
- 2005: Negadon: The Monster from Mars - Emi Narisaki
- 2005-2006: Ah! My Goddess - Skuld
- 2006-2007: Kappa Mikey - Lily
- 2007: Dinossauro Rei - Zoe Drake/Chomp
- 2007: Let's Go! Tamagotchi - Makiko
- 2008: Joe vs. Joe - Yu
- 2008-2010: Pokémon: Diamond and Pearl - Candice, Autumn, Lila (jovem)
- 2009: Black God - Makana
- Slayers Evolution-R - Yappi
- Yu-Gi-Oh! 5D's - Angela Rains